# Giuseppe Lazzati
Vista da sepultura.
Giuseppe Lazzati (22 de junho de 1909 - 18 de maio de 1986) foi um reitor católico italiano do colégio Sagrado Coração de Milão e ex-parlamentar. Ele também foi o fundador do Instituto Secular Cristo Rei. Lazzati serviu como professor e por um tempo serviu como político no final da Segunda Guerra Mundial, apesar da hesitação inicial em fazê-lo. Mais tarde renunciou para se dedicar ainda mais à docência ao mesmo tempo que instituiu o Instituto Secular de Cristo Rei para reunir os homens que desejavam consagrar-se a Deus, mas não como religiosos. Ele foi colaborador de várias figuras conhecidas da política italiana, como Giorgio La Pira e Aldo Moro, enquanto mantinha relações estreitas com o Papa Paulo VI e o Papa João Paulo II.
A causa da beatificação de Lazzati foi aberta após sua morte e, em 2013, o Papa Francisco o nomeou Venerável após reconhecer que Lazzati havia vivido uma vida de virtude heróica.

## trabalhos publicados
- Teófilo d'Alessandria, Milano: Vita e pensiero, 1935.
- L'Aristotele perduto e gli scrittori cristiani, Milano: Vita e pensiero, 1938.
- Introduzione allo studio di Clemente Alessandrino, Milano: Vita e pensiero, 1939.
- Gli sviluppi della litteratura sui martiri nei primi quattro secoli, Torino: Società editrice internazionale 1956.
- Il fondamento di ogni ricostruzione, Milano: Vita e pensiero, 1947.
- I Laici nella Chiesa, Milano: Gioventù italiana di azione cattolica, Presidenza diocesana milanese, 1954.
- Il valore letterario della esegesi ambrosiana, Milão, 1960.
- Azione cattolica e azione politica, Vicenza: La Locusta, 1962.
- Maturità del laicato, Brescia: La Scuola, 1962.
- Lo Spirito Santo nella vita della Chiesa, Milano: Edizione Corsia dei Servi, 1964.
- La scuola cattolica, Trento: Edizioni scuola cattolica diocesana, 1978.
- Francesco d'Assisi nell'ottavo centenario della nascità, Milano: Vita e Pensiero, 1982.
- La città dell'uomo: costruire, da cristiani, la città dell'uomo a misura d'uomo, Roma: AVE, 1984.
- Laicità e impegno cristiano nelle realtà temporali, Roma: AVE, 1985.
- Per una nuova maturità del laicato: il fedele, Roma: AVE, 1986.
- Il laico, Roma: AVE, 1986.
- Chiesa, laici ed impegno storico: scritti (1947-65) riediti in memoria, Milano: Vita e pensiero, 1987.
- La carita, Roma: AVE, 1987.
- La verità, Roma: AVE, 1987.
- La prudenza, Roma: AVE, 1987.
- Pensare politicamente, Da cristiani nella società e nello Stato, Roma: AVE, 1988.
- La vita come vocazione, Roma: AVE, 1990.
- Il Regno di Dio, Roma: AVE, 1990.
- Il cristiano nella città dell'uomo, Bezzecca: Citta dell'uomo Valle di Ledro, 1991.
- La spiritualità laicale, Roma: AVE, 1992.
- Lo Spirito Santo, Roma: AVE, 1992.
- Spiritualità della professione, Roma: AVE, 1993.
- La verità vi farà liberi, In Dialogo, 2006.
- Chiesa, cittadinanza e laicità, In Dialogo, 2004.
- Laici cristiani nella città dell'uomo: scritti ecclesiali e politici, 1945-1986, Cinisello Balsamo: San Paolo, 2009.